# Courant du Groenland oriental

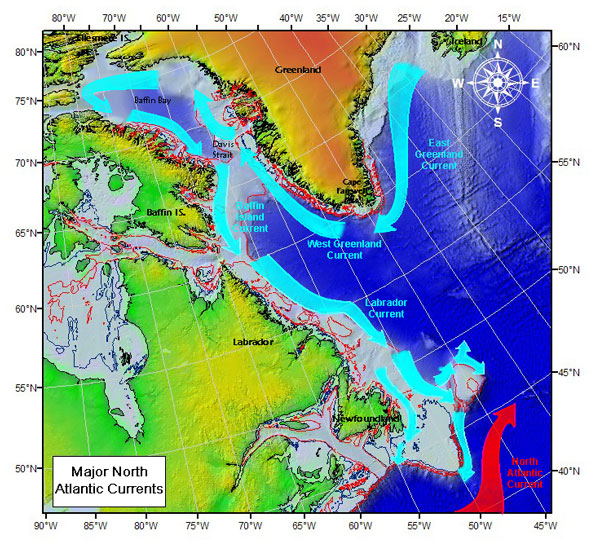
Courant du Groenland oriental à l'est du Groenland

Le courant du Groenland oriental est un courant marin froid circulant le long des côtes orientales du Groenland en direction du sud. Il naît dans l'océan Arctique et est un des principaux courants marins participant à la circulation générale des océans car il est le lieu d'un important downwelling. Il passe à travers le détroit de Danemark.